# Tina Lund
Tina Lund (* 14. Januar 1981 in Dallas, Texas, Vereinigte Staaten) ist eine dänische Springreiterin.
Tina Lund ist mehrfache dänische und nordische Meisterin im Springreiten. In den Jahren 1997, 1999 und 2000 nahm sie jeweils an den Europameisterschaften der Junioren bzw. Jungen Reiter teil. Seit 2003 nahm sie mehrfach an Championaten der Altersklasse der Reiter/Senioren teil.
Neben den Teilnahmen an Championaten und Nationenpreismannschaften zählen die Siege in den Weltcupspringen in Mechelen 2004 und Vigo 2005 mit Andante zu ihren größten Erfolgen. Infolge der Weltcuperfolge nahm sie 2005 am Weltcupfinale in Las Vegas teil.

## Privat
Seit August 2011 ist sie mit dem ehemaligen Fußballspieler Allan Nielsen verheiratet, gut ein Jahr später wurde ihr gemeinsamer Sohn geboren. Nielsen hat bereits drei Kinder.
Ihre Schwester ist die dänische Springreiterin Charlotte von Rönne, die mit Sören von Rönne verheiratet ist. Ihr Vater ist der ehemalige Fußballspieler Flemming Lund. Tina Lund lebte in Skævinge (Hillerød Kommune). Seit dem Jahr 2013 lebt und arbeitet Tina Lund in Dubai.

## Pferde (Auszug)
- ehemalige:
  - Andante (* 1994), Dänische Fuchsstute, Vater: A-Dur, Muttervater: Voltaire, zuletzt 2010 im Sport eingesetzt[6]
  - Carola (* 1994), Dänische Schimmelstute, Vater: Coronado, Muttervater: Cannon Row, zuletzt 2010 im Sport eingesetzt[7]
  - Zamiro (* 1996), braune Dänische Stute, Vater: A’Khan Z, Muttervater: Ramiro Z[8]
  - Qrispy D Ive Z (* 2002), dunkelbrauner Zangersheider Wallach, Vater: Quick Star, Muttervater: Rebel Z[9]

## Erfolge
- Weltmeisterschaften:
  - 2006, Aachen: mit Carola 39. Platz in der Einzelwertung
- Europameisterschaften:
  - 2003, Donaueschingen: mit Andante 12. Platz in der Mannschaftswertung und 55. Platz in der Einzelwertung
  - 2007, Mannheim: mit Carola 14. Platz in der Mannschaftswertung und 49. Platz in der Einzelwertung
  - 2009, Windsor: mit Carola 45. Platz in der Einzelwertung[10]
- Weltcupfinale:
  - 2005, Las Vegas: Andante 23. Platz
- weitere Erfolge (ab Herbst 2008):
  - 2008: 6. Platz im Weltcupspringen von Stuttgart (CSI 5*-W) mit Carola
  - 2009: 3. Platz im Großen Preis von Kopenhagen (CSIO 3*) mit Zamiro, 1. Platz im Großen Preis von Drammen (CSIO 3*) mit Zamiro, 2. Platz im Großen Preis von Odense (CSI 3*) mit A-Dur R, 2. Platz im Schwedischen Springderby (beim CSIO 5* Falsterbo) mit Zamiro sowie mit der Mannschaft 4. Platz im Nationenpreis von Drammen (CSIO 3*) mit Carola und 1. Platz im Nationenpreis von Hamina (CSIO 3*) mit Zamiro
  - 2010: 1. Platz im Großen Preis von Aarhus (CSI 2*) mit Zamiro, 2. Platz im Großen Preis von Hammarö (CSI 2*) mit Zamiro sowie mit der Mannschaft 6. Platz im Nationenpreis von Sopot (CSIO 3*) mit Zamiro und 1. Platz beim Promotional-League-Finale in Barcelona (CSIO 5*) mit Zamiro
  - 2011: 1. Platz im CSI 2*-Großen Preis von Drammen mit Zamiro, 4. Platz im Großen Preis von Kopenhagen (CSIO 4*) mit Qrispy D Ive Z, 2. Platz im Großen Preis von Odense (CSI 3*) mit A-Dur R sowie mit der Mannschaft Teilnahme am CSIO 5*-Nationenpreisen von Falsterbo mit Qrispy D Ive Z und Hickstead mit Zamiro
  - 2014: 2. Platz im Großen Preis eines CSI 2* in al-Ain mit Butter Flay
  - 2015: 3. Platz im Großen Preis eines CSI 3* in Schardscha mit Butter Flay, 3. Platz im Großen Preis eines CSI 2* in Schardscha mit Con Cara
  - 2019: 2. Platz im Großen Preis des CSIO 5* Abu Dhabi mit Carallo, 2. Platz im Großen Preis eines CSI 2* in Abu Dhabi mit Indiana van Klapscheut, 3. Platz im Großen Preis eines CSI 1* in Uggerhalne mit Cloi
  - 2020: 1. Platz im Großen Preis eines CSI 2* in Dubai mit Beyond Fellow Dancing K, 3. Platz im Großen Preis eines CSI 1* in Oliva mit Cloi
  - 2021: 3. Platz im Großen Preis des Amazonen-Turniers in Abu Dhabi (CSIL 2*) mit Carallo, 1. Platz im Großen Preis eines CSI 2* in Dubai mit Carallo

(Stand: 5. April 2021)

## Abseits des Sports
Tina Lund ist in Dänemark durch Medienauftritte auch abseits des Sports bekannt. Im dänischen Fernsehen wurde sie zusammen mit Tobias Karlsson Zweite in der fünften Staffel von Vild med dans, einer Sendung vergleichbar mit dem deutschen Format Let’s Dance. Im Jahr 2009 veröffentlichte sie die Pop-Single Take A Ride.
Um für bessere Sponsoringverträge zu werben, hat Tina Lund Nacktbilder von sich veröffentlichen lassen. Sie möchte darauf aufmerksam machen, dass verglichen zum Männersport, für Frauensport weniger Sponsoringgeld fließt.